# Orpa

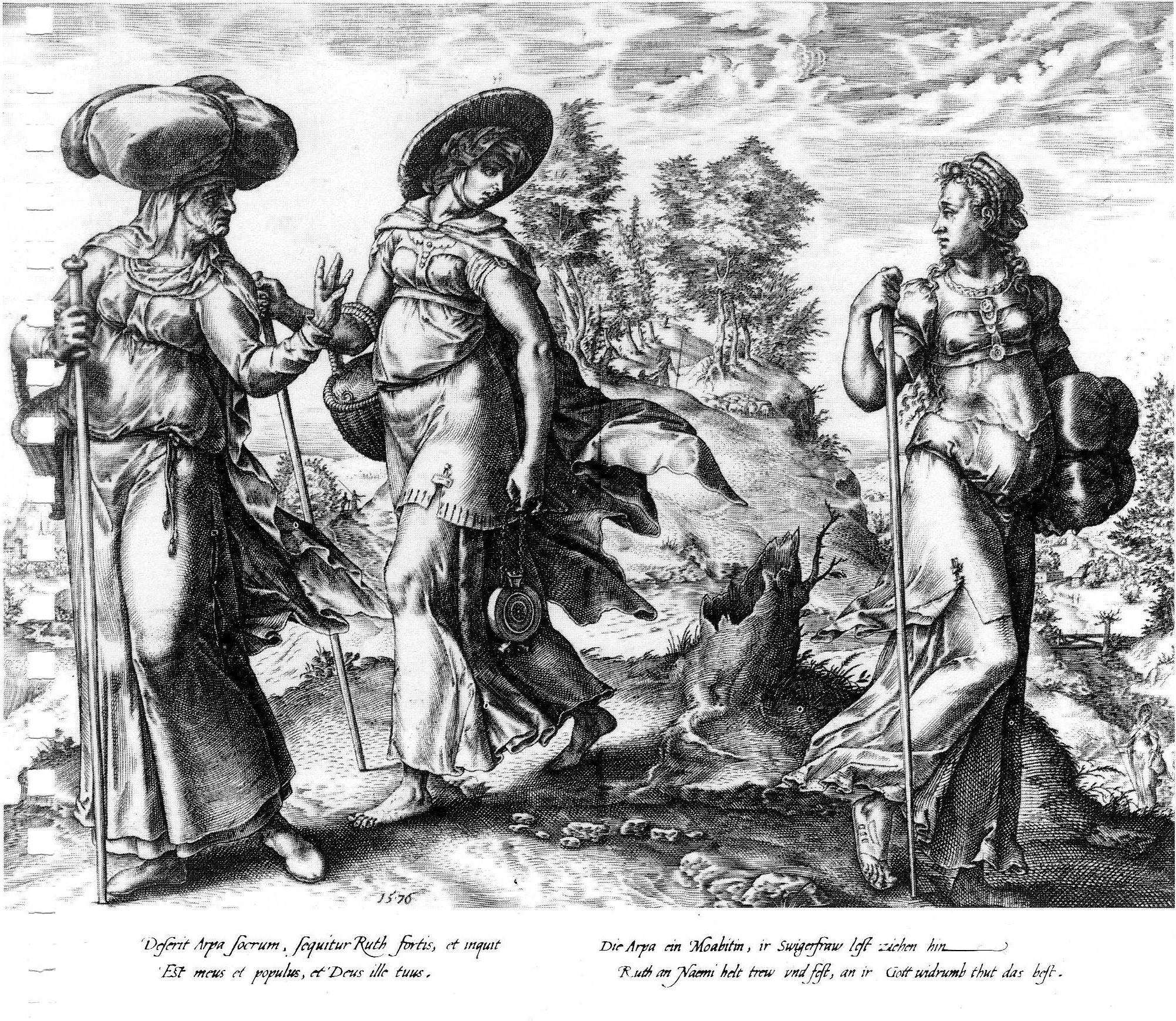
Orpa (rechts) verlaat Ruth en Naomi. Gemaakt door Hendrik Goltzius, 1576.

De naam Orpa betekent "weerbarstig". Orpa komt voor in het Bijbelboek Ruth.
Een andere betekenis van Orpa is, zij die zich afwendt.
Ze was de schoondochter van Naomi, en de vrouw van Chiljon of Kiljon. Wanneer Naomi terugkeert naar Bethlehem in Juda, waar inmiddels geen hongersnood meer heerst, dringt ze er bij haar schoondochters Ruth en Orpa op aan om haar te verlaten. Orpa verlaat Naomi, maar Ruth blijft haar trouw.